# 中英关系
中英关系（英語：China–United Kingdom relations）指历史上中国与英国之间的双边关系，最早始于18世纪末。
兩國同為聯合國安理會常任理事國，冷戰時則屬於不同陣營，虽然1950年英國便外交承認中華人民共和國，成為首個承認中華人民共和國（中共政權）的西方國家，并在1954年建立代辦級外交關係，但直至1972年两国才建立大使級外交關係。
1841年起，英國在中國建立多個殖民地，當中以香港的地位至為重要。1898年展拓香港界址專條後，深圳河和中英街成為中港邊界。由於兩次鴉片戰爭、冷戰、香港前途問題等，中英关系历经波折。近年隨着中國大陸經濟崛起，英日益深化对华合作，双方在政治、經濟等领域的磋商与对话加强，两国高层亦保持互訪。
英国的保守党和工党被认为持有类似的对华态度。

## 歷史

### 清代以前
1287年，來自中國的拉班·掃馬訪問了法國，在加斯科涅會見了英格蘭國王愛德華一世。1596年，英格蘭女王伊丽莎白一世寫了一封親筆信，派使者約翰·紐伯萊帶給明神宗，信中表達了英中兩國更好開展貿易往來的願望。不過約翰·紐伯萊在途中身故，信件沒有丟失，也沒有送達到明朝，後來被大英博物館收藏。直至1986年，英國女王伊丽莎白二世訪華時將那封時隔390年的信作為贈禮送給中國國家主席李先念。
1636年，約翰·威德爾奉英格蘭國王查理一世之命率船队抵达澳門，次年（1637年）到達廣州並試圖進行通商貿易，被明朝拒絕，結果引發明英海上衝突，英國人攻佔數個炮台並於珠江口劫掠，最終擾攘了半年才勉強完成買賣，之後从广州载回600吨货物，其中主要是糖，而且英國未能与明朝建立正式关系。由于英国在1638年爆发一系列内战和外部冲突，而中国也经历了明清易代，因此双方的交往一波三折——从1644年到1665年，英国东印度公司4次向中国派遣商船均告失败，其后退而求其次，在日本和暹罗尝试转口贸易也没有成功，1670年英国东印度公司和台湾明郑政权开始贸易，并在台湾、厦门设立商馆直到1683年明郑覆灭。:23
虽然英国和葡萄牙、西班牙、荷兰一样很早就来到中国贸易，但很长一段时间里中国人对欧洲各国地理一无所知，甚至认为欧洲人来自南洋，其所谓的“西洋”指代婆罗洲以西的广大海域，直到利玛窦献上《万国图志》后才知道“欧罗巴洲”有70多国，将其统称“大西洋”。当时的中国人将荷兰人叫做“红毛”，而后来来华的英国人也被冠以同样的称呼。:21-22

### 清代時期
1684年康熙帝在征服臺灣郑氏政權后决定开放海禁，当年英国商船就来到澳门和厦门贸易，从1698年开始两国互市不绝，而到了1711年英国东印度公司被允许在广州建立商馆。1717年，英国的国名首次出现在清朝的官方文书中，按照葡萄牙语译作“英圭黎”或者“英机黎”（葡萄牙語：Inglaterra），而成书于1740至1750年代的《澳门纪略》就已经有“英吉利”之名。尽管中英之间贸易往来密切，但“其时英吉利之名不著，但知其为红毛番族而已”，绝大多数中国人还不能从西洋人分辨出英国人，甚至将英吉利附会为《明史》记载的小国丁机宜。:23-25
1757年，乾隆帝废除四口通商政策，改为广州一口通商。1759年，英国东印度公司代表洪任辉率领英国船北上天津，通过直隶总督向乾隆帝递交诉状，告广州海关刁难勒索外商，希望清朝开放多个通商口岸。乾隆帝阅后大怒，认为英国人越级上访，有辱大清朝廷尊严。下令将洪任辉驱逐。1784年11月24日，英船Lady Haghes号在广州黄埔因鸣炮误毙中国海关吴亚科、王运发，放炮者被交出，經當地政府審判後被絞死。1792年，乔治·马戛尔尼带领着英国的外交使团在承德觐见乾隆，要求多口通商但被拒绝。理由是中国作为天朝上国，不需要外国的商品即可自给自足。
1816年，阿美士德外交使团访华，然而英国与清廷双方因为在礼节上出现分歧，结果使团未能谒见清嘉庆帝。

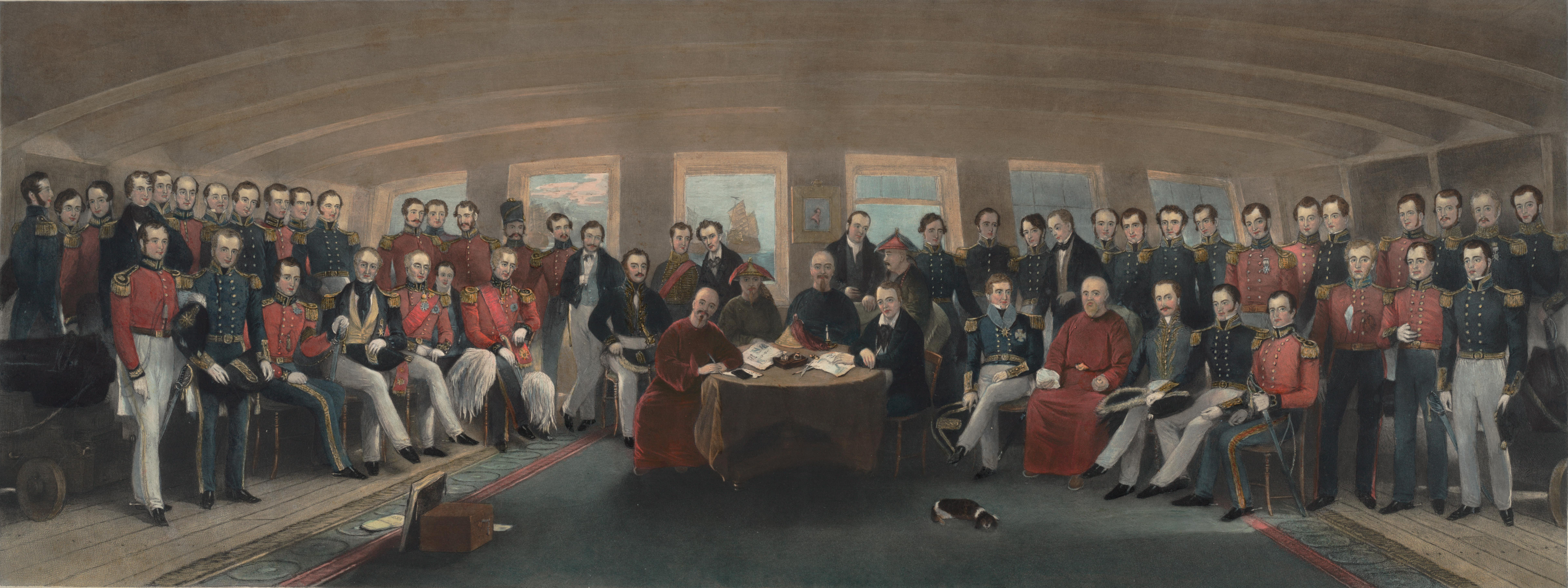
中英兩國签订南京条约（1842年）

1839年到1842年，英國發動鸦片战争，清廷戰敗。南京条约签订，清朝被迫五口通商並割讓香港島予英國。1853年4月27日英国驻华公使文翰爵士赴南京访问刚刚成立不久的太平天国。1856年到1860年，英國發動第二次鸦片战争（英法聯軍之役）。英國在此役將清廷割讓的九龍界限街以南一帶納入英屬香港範圍。1876年，中国在伦敦设立永久性大使馆，首任公使郭嵩焘。这也是中国在境外的第一个大使馆。
1886年，中英缅甸条约在英國倫敦簽訂。中國承認英國在緬甸的一切權利。。1890年，中英藏印条约在英屬印度簽訂，包括錫金，藏印邊界等問題。中國承認錫金為英國保護國，但藏印邊界問題並未完全解決。在1893年中英藏印续约簽訂後，英屬印度與中國邊界大致確定。1898年，中英展拓香港界址专条簽訂，英國在香港的殖民地由香港島、九龍界限街以南擴展至新九龍和新界。同時，英國租借威海及周圍地區，是稱英屬威海衛。1900年：义和团运动。1901年：辛丑条约。

### 中華民國大陸時期

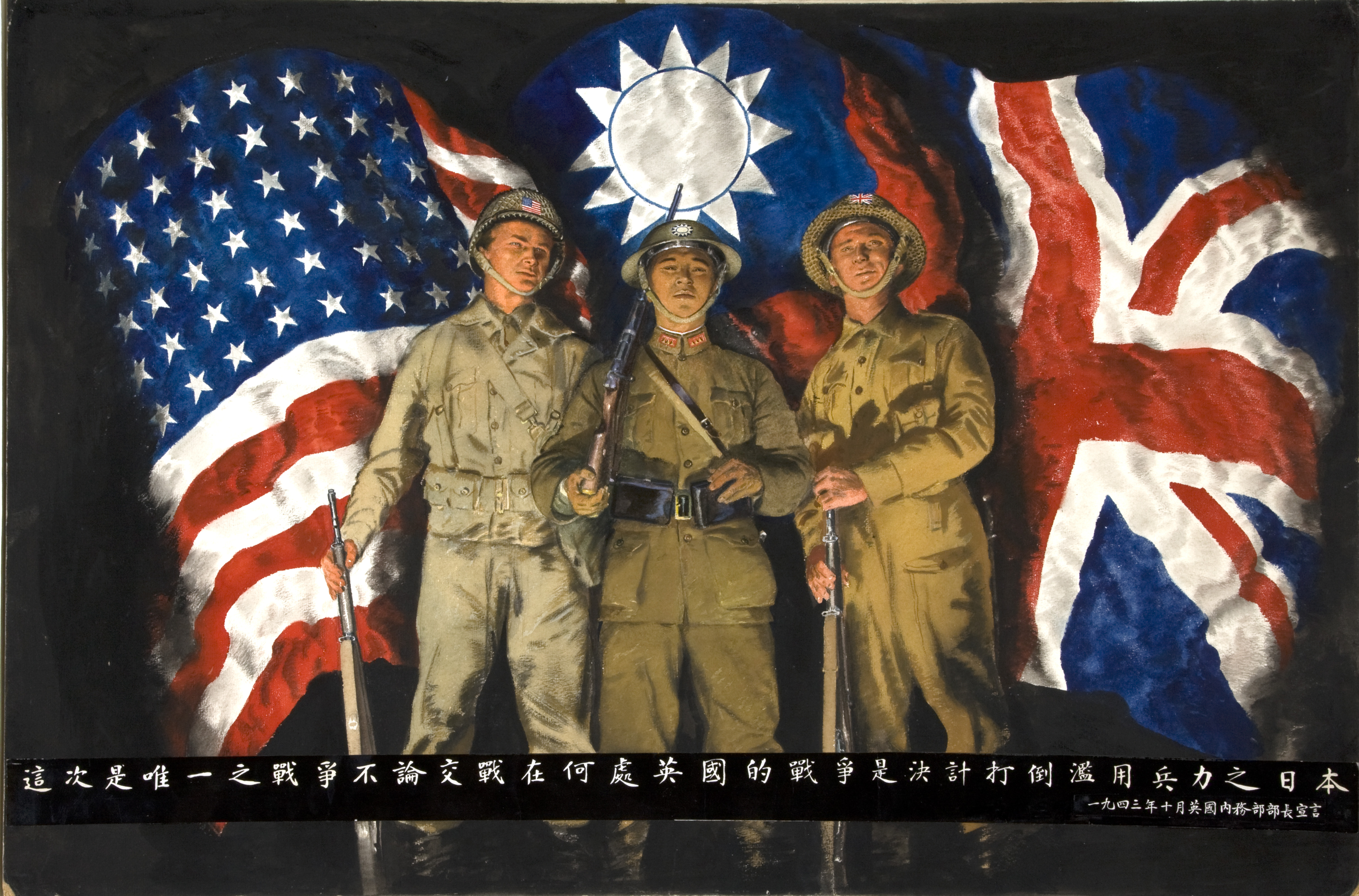
二戰中華民國及英美同盟海報

1911年，辛亥革命时期，英国公使朱尔典支持袁世凯东山再起。
1922年，英、美、中等九國於華盛頓會議签署《关于中国事件应适用各原则及政策之条约》（九國公約），英、美均支持確認尊重中国的主权的独立與领土完整，限制各国在中国的特權。
1925年，發生英軍射殺中國人沙基慘案，國民政府號召粵港兩地逕行罷工示威，並對香港進行封鎖，是為省港大罷工。
1926年，英國外交部提出變更對華政策建議案（十二月宣言）。
1927年，北伐革命中，国民政府收回汉口、九江英租界。
1930年，中華民國國民政府收回英屬威海衛除劉公島之外的威海地區。
中國抗日戰爭初期，中國多次向英國求助被拒，蔣介石甚至親自向英國大使卡爾表示，中國政府可以提供20萬人替英國保衛香港，依舊被英國拒絕。1938年10月，華南、華中相繼失陷，英國在華勢力範圍基本為日本控制；英國開始援華，直到1941年12月太平洋戰爭爆發，英國對華提供財政援助貨款共1,550萬英鎊，其中三分之二是1940年後提供，對華軍援微乎其微。1940年，日軍佔領威海劉公島，英國在威海衛地區42年的統治告終。
1943年1月11日，《中英新约》签字，除香港九龙外，英国放弃在中华民国的特殊权利。
1947年5月9日，中英雙方聯合發表新聞，即將簽訂中英空中運輸協定:8351。5月16日，英國太平洋艦隊總司令鮑毅德率官兵130餘人訪問福州:8355。7月23日，《中英航空協定》在南京簽字:8388。
1949年4月至7月，渡江戰役期間，發生共軍和英軍在長江相互攻擊的紫石英號事件。

### 中華人民共和國時期
1950年1月6日，英國與中華民國斷交，承認中華人民共和國，為首個承認中華人民共和國的歐洲的非社會主義國家。当日，時任英国驻华领事高来含（W.G.Graham）向中华人民共和国外交部办公厅主任王炳南面交英国外交大臣贝文致中国政务院总理兼外长周恩来的外交照会，内称：大不列颠及北爱尔兰联合王国政府自本日起承认中华人民共和国中央人民政府“为中国之合法政府”，“已准备与中央人民政府建立外交关系”。同时，高来含还向王炳南口头说明：英政府“声明取消对国民党政府之承认”；“英政府已指派现在南京的胡阶生秘书，作为过渡时期临时代办，来京与中国政府商谈指派大使及其他事项”，并要求“得到外交特权，其中包括外交礼遇、豁免等”。
同一天，英国外交部在记者招待会上向全世界宣布了承认中华人民共和国的声明，但又声称不改变同美国一起“反对共产主义的长期目标”，并要继续同已遷至台湾的中華民國政府“保持实际上的联系”。

1月9日，中国总理兼外长周恩来复照英国外交大臣贝文表示“愿在平等、互利及相互尊重领土主权的基础上与贵国建立外交关系，并且接受阁下所指定为临时代办的胡阶森先生”为“建交谈判的代表”，中方“当给予胡阶森先生及其随员以及档案自南京迁来北京所需之一切便利。”然而，英国政府对于周恩来外长的复照只接受胡阶森为英国政府代表来京谈判建立外交关系问题不理解，认为两国外长换文本身已构成外交关系的建立。中国政府主张经过谈判，在明确英方对台湾当局的态度后方可建交。对此，英国政府同意与中方先谈判。中国政府给留在北京的英国谈判代表以外交人员的待遇。1950年3月2日，中华人民共和国外交部副部长章汉夫与英国过渡时期的临时代办胡阶森进行了谈判，
中国政府要求英国政府给予澄清：其一，英国政府既然宣称已同中华人民共和国建立外交关系，就不应同国民党反动残余集团保持任何外交方面的往来；
其二，中国希望明确知道英国政府对國民黨现在在香港的各种机构及中国的一切国家财产持何种态度。
3月17日，胡阶森答复章汉夫，称英国政府已在1950年1月6日撤销对前中华民国政府之承认，并于同日通知中华人民共和国予以法律上之承认；由该日起，对前国民党政府已无外交关系存在；驻伦敦中华民国大使馆已行封闭而前大使已不享受外交官之身份。
联合国及安理会历次讨论中国代表权资格时，英国政府都投了弃权票。
1954年，中国总理兼外交部长周恩来率政府代表团出席第一次日内瓦会议期间，于4月30日，周恩来同英国外交大臣安東尼·艾登会面，就中英关系问题交换了意见。5月3日，中国外交部欧非司司长宦乡与英国驻华临时代办杜维廉会面。双方代表团高层人员随后又多次见面。1954年6月17日，中国与英国发表联合公报，建立代办级外交关系。其任务是继续谈判两国的完全建交以及处理两国的侨务和贸易问题。这是世界上首例“半建交”的国家之间的外交关系。同年8月，英国前首相、工党领袖克莱门特·艾德礼访问中国。同样在1954年，伦敦出口公司（London Export Corporation）董事长杰克·佩里率领的48位英国工商界代表访问北京，推动次年中英双方在莫斯科国际经济会议上签订《中英贸易协定》。
1967年，文化大革命期間，發生火燒英國代辦處事件。

1971年1月15日，中国驻英临时代办裴坚章向英外交部驻议会次官罗伊尔进行新任到任拜会时，罗伊尔提出中英两国应该建立大使级外交关系。3月2日，中国国务院总理周恩来会见英国驻华代办谭森，提出中英全面建交互换大使的三点要求：

一、撤销英国在台湾淡水的领事馆；

二、在联合国大会上，英国不能既投票支持恢复中国席位的议案，又投票支持把中国代表权问题作为所谓“重要问题”须经大会三分之二的多数通过的议案，必须完全支持赞同中国恢复联合国合法席位；

三、澄清英国过去鼓吹的所谓“台湾法律地位未定”的论调以及为制造“两个中国”和“一中一台”的任何谬论。
1971年6月22日，罗伊尔约见裴坚章，表示英方愿完全满足中方前两项条件，但对台湾地位问题并未表态。1971年7月10日至10月5日，中英双方经多轮反复修改换文稿，对互换大使的联合公报达成协议，确定了1972年3月13日双方签字生效、正式建交。
1979年，伊丽莎白二世女王邀请了时任中共中央主席兼中国国务院总理华国锋访问英国，是第一位访问英国的中国国家领导人。
1984年12月19日，中國國務院總理趙紫陽與英國首相戴卓爾夫人代表兩國政府在北京簽署《中英联合声明》，纏撓兩國關係的香港主權問題終告解決。香港的主權於1997年7月1日移交予中國。1985年，伊丽莎白二世女王接见了访问英国的中国国务院总理赵紫阳。
1986年，伊丽莎白二世与王夫菲利普亲王访问中国，她是第一个访问中国的英国君主。在中国访问期间，女王在北京会见了中共中央总书记胡耀邦、中国国家主席李先念和中共中央顾问委员会主任邓小平等领导人，还登上了万里长城。离开北京以后又到访了上海、西安、昆明和广州，然后转到香港访问。
1997年7月1日零時，香港的主權由英國交還中華人民共和國，香港此時結束英國156年殖民管治。
2013年，金融海嘯後最高位官員；英國財政大臣歐思邦訪問北京，宣言加深雙方經貿關係。
2014年，香港發生佔領中環及其衍生之雨傘革命。英國下議院外交委員會成員準備前往香港調查《中英聯合聲明》落實情況時被中國拒絕入境，中方指英國干涉中國內政。事件造成兩國一定程度上的外交角力。同年6月，中國國務院總理李克強偕同夫人程虹訪英。
2015年1月中國農業部迎接英國環境鄉村事務部國務大臣來訪，簽署農業合作協定。財政大臣歐思邦上任後空前重視中英關係，從亞洲基礎設施投資銀行成立後開始逐漸明朗化，2015年9月訪華之旅歐思邦開宗明義表示「英国必须成为中国在西方最好的贸易伙伴」表示其也在執行首相的政策，同行的还有英国财政部商务国务大臣吉姆·奥尼尔、商务大臣薩吉德·賈偉德、气候与能源变化大臣安珀·路德、高盛公司前首席经济学家吉姆·奥尼尔。他在上海證券交易所發表演說，強調中國仍是未來世界經濟的主要驅動力，兩國有機會創造「黃金十年」。之後前往四川成都與新疆烏魯木齊，成為史上第一位造訪中國內陸城市的英國財政大臣，他進一步表示這是為了支持中方「一帶一路」與促進基礎設施建設的戰略。歐思邦主要戰略就一直積極布局想要成為離岸人民幣交易中心，並表態支持人民幣納入特別提款權。能源大臣安布爾是歐思邦人馬之一，同時認為能源合作可以帶動中英雙邊經濟，在訪華中表示中國可望主導建造位於英格蘭東部艾塞克斯郡一座中方設計的核電廠，造價約20億英鎊，這將是西方世界第一座由中方設計的核電廠。英國並出面提供資金擔保，英國當局希望新核電廠完工後，可以供應全英國7%的電力且無碳排放。
歐思邦任內中英達成48項合作協議，並簽署公共私營合作制備忘錄，並承諾英國金融城協會、英中貿易協會參與上海自貿區建設。
2015年10月，中共中央總書記、中國國家主席習近平與夫人彭麗媛訪英。習近平與英國首相卡梅倫决定，共同构建中英全球全面战略伙伴关系，开启中英关系「黄金时代」。
2017年6月，英國脫離歐盟後，擬跟中國簽訂自由貿易協定。
2018年7月30日，應中国国务委员兼外交部长王毅邀请，英國外交大臣杰里米·亨特对中国进行正式访问并举行第九次中英战略对话。
2019年6月至7月，英國表示密切關注香港發生一系列的示威活動，並重申《中英聯合聲明》仍然有效。中國外交部發言人指英國無權干預香港的內部事務。英國外交部傳召中國駐英大使劉曉明，指有關言論是「不可接受的」。2018年11月，英国约克公爵安德鲁王子、国际贸易大臣福克斯率团出席首届中国国际进口博览会。
2020年7月1日，英國政府認定中華人民共和國政府實施《港區國安法》嚴重違反《中英聯合聲明》及中方已明顯違背在《中英聯合聲明》條文中，保障香港自由、自治及維持司法獨立的承諾，因此宣布由2021年1月起，符合申請英國國民（海外）護照（BNO）的香港人及其家屬，將可在英國居住、讀書或工作5年，之後可申請無限期居留，再居住12個月後可登記成英國公民。2021年1月31日起，中华人民共和国政府及其香港特別行政區政府不再承認英國國民（海外）護照為有效旅行證件和身份證明，不能在中华人民共和国（含中国内地、香港和澳門三地）用於入出境。
2021年2月4日，中华人民共和国外交部发表声明，批评英国广播公司同年1月29日播出2019冠状病毒病中国大陆疫情的“假新闻”，翻炒疫情“隐瞒论”、“源头论”、“责任论”，还将一段反恐演习视频作为中国防疫部门“暴力执法、侵犯人权”的证据，“是典型的带有意识形态偏见的假新闻，影响恶劣”，就此向BBC驻北京分社提出严正交涉。随后，英国通讯管理局于2月4日吊销中国环球电视网（CGTN）执照，理由拥有执照的星空华文传媒对CGTN播出频道无实质控制权，只是CGTN在英分销商，非服务提供者。违反1990年英国广播法相关规定，即“广播执照持有者必须对获得许可的服务有控制权，包括对其播放的节目进行编辑监督”。另外，针对星空华文传媒申请转接中国环球电视网络公司执照一事，英国通讯管理局不予批准，指申请缺乏关键信息，且环球电视公司由中国中央电视台和中国共产党控制。另外，声明认为CGTN在报道香港反修例运动时有失公允，违反通讯管理局的《广播规则》，有鉴于上述违规行为存在严重性，管理局决定实施制裁，具体措施将很快公布。2月5日，CGTN发表声明回应，对通讯管理局的裁定表示遗憾及坚决反对。声明指，2020年初，英国通信管理局在“极右翼组织及反华势力的操作下”，突然对CGTN英语频道在英国落地许可发起调查，CGTN随后向管理局进行详细解释说明，落地许可转持建议。然而，通讯管理局以CGTN存在“政治属性”为由，拒绝许可转持，并吊销执照。同日的中国外交部例行记者会上，外交部发言人汪文斌坚决反对通讯管理局吊销CGTN执照，认为英方一方面标榜新闻自由，另一方面罔顾事实阻挠CGTN在英落地，是赤裸裸的双重标准和政治打压，严重损害中国媒体声誉，严重干扰两国间正常的人文交流。他敦促英方立即停止政治操弄，纠正错误，同时称中方保留作出必要反应的权利，维护中国媒体的正当权益。2月11日，中国国家广播电视总局宣布禁止英國廣播公司世界新聞頻道在中国落地播出，指英国广播公司的涉华报道有关内容严重违反《广播电视管理条例》及《境外卫星电视频道落地管理办法》。
2021年2月16日，英国政府发布《安全、国防、发展和外交政策综合评估报告》，並在报告将中国定性为“系统性竞争对手”。
2021年3月22日，就新疆再教育营问题，英国宣布对新疆维吾尔自治区公安厅厅长陈明国、中共新疆维吾尔自治区委员会政法委员会书记王明山、新疆生产建设兵团委员会书记王君正、新疆维吾尔自治区前党委副书记朱海仑四人及新疆生产建设兵团公安局进行制裁。随后中国外交部于3月26日宣布对“恶意传播谎言和虚假信息的9名英方人员及4个实体实施制裁”，包括英国国会對華政策跨國議會聯盟及其成员伊恩·邓肯·史密斯、努斯拉特·加尼、蒂姆·羅夫頓、肯尼迪男爵夫人海伦娜·肯尼迪及大衛·阿爾頓，国会中国研究小组（China Research Group） 及其负责人托馬斯·圖根達特及尼尔·奥布赖恩、维吾尔特别法庭及其负责人杰弗里·尼斯、纽卡斯尔大学教授乔安妮·史密斯·芬利（Jo Smith Finley）。
2021年5月27日，中华人民共和国国务委员兼外交部部长王毅同英国首席大臣、外交发展大臣多米尼克·拉布通电话。他们讨论了建设性的中英关系对应对气候变化和全球健康等全球挑战的重要性，还讨论了一系列外交政策问题，包括缅甸、伊朗和朝鲜的局势。
2021年10月29日，中共中央总书记、中国国家主席习近平与英国首相约翰逊通电话，习近平希望中英双方能加强沟通改善关系，在医疗卫生、绿色发展、数字经济、金融、创新等领域加深合作，以及希望为中资在英国投资提高便利，中国也将为英国投资提供便利，约翰逊表示愿在经贸、教育、清洁能源等领域加强合作，可以为中方资本提供开放的营商环境。
2022年8月，首条中国至英国苏格兰的集装箱海运直航航线开通，这条直航航线大大缩短了中英两国间的货物运输时间。
2022年9月15日，此前因新疆问题被中国制裁的英国保守党议员蒂姆·羅夫頓和伊恩·鄧肯·史密斯爵士等9人向英国下议院议长、上议院议长和外交大臣詹姆斯·克莱弗利三人致函，要限制中国代表团出席女王伊丽莎白二世的葬礼。隔日，下议院议长林赛·霍伊尔爵士表示允许议员们提出的建议，拒绝了中华人民共和国代表团进入威斯敏斯特宫吊唁女王的请求，但有关禁令不会扩大至中华人民共和国副主席以上官员。最终中国国家副主席王岐山于9月18日率领中方代表团出席葬礼；当天代表团未乘坐英方为各国领导人准备的大巴车，而是和美国总统拜登一样乘坐专车出席。
2022年10月16日，中共二十大开幕当天，一批香港示威者在英国曼彻斯特的中国领事馆外抗议，期间有疑似使馆人员冲出领事馆毁坏示威横幅，一名香港示威者一度被拖进使馆范围内，并遭拳打脚踢，后被当地警员救出。据有关抗议现场的一些图片和视频显示，领事馆门口侧旁的两个写有“天灭中共”及“贺佢（第三人称）老母”的抗议条幅，被领事馆人员扯毁，画有中共中央总书记习近平的画像也被领事馆人员取走。示威者表示，这位扯标语和参与施袭的银发男子是中国驻曼彻斯特总领事郑曦原。中国外交部发言人汪文斌10月17日在例行记者会上被问及此事件时说不了解相关情况，但称驻外使领馆依据国际外交协议办事。英国警方已经对此事展开调查。英国外交部同時召见中国驻英临时代办杨晓光，要求就衝突進行解释。
2023年2月8日，英国外交部透露，新疆维吾尔自治区人民政府主席艾尔肯·吐尼亚孜将于下周访问英国，且英国政府同意与吐尼亚孜进行高级别会谈。此举引起了英国议会保守党议员的反对。
2023年2月12日，英国广播公司播出一部纪录片，片中透露英国“伊丽莎白女王”号航母打击群2021年夏季进入南海时被一艘中国海军潜艇追踪的事件。纪录片称，英国皇家海军有史以来建造的最大、最强大的舰艇成功“发现并逼退了中国的间谍潜艇”。
2023年3月13日，英國政府發布更新版《安全、防務、發展與外交政策綜合評估》報告，報告把中國定位為「劃時代挑戰」。中國駐英國大使館表示英國此舉是對中國進行攻擊抹黑，中方對此強烈不滿、堅決反對。
2023年6月下旬，中国解放军防务战略磋商代表团访问英国，并在伦敦与英国国防部进行防务战略对话。双方讨论了关于国防战略、乌克兰局势、印度太平洋安全、战略稳定与扩散、南海和台海冲突等问题。
2023年8月30日，英国外交大臣詹姆斯·克莱弗利访问中国，并与中国外交部长王毅进行会谈，这是2018年以来英国外交大臣首次访华，詹姆斯·克莱弗利表示希望和中国重新建立沟通管道、指出当双方「失去面对面的互动、定期的沟通，就更有可能发生误解、不信任和错误」。
2023年9月10日，中国国务院总理李强在新德里出席二十国集团领导人峰会期间会见英国首相里希·苏纳克，这是自2018年1月时任英国首相特蕾莎·梅访华以来中英两国政府首脑间的首次会晤。
2024年3月20日，第十二届中英政党对话在北京举行，由英国前首席内阁大臣、英中协会会长戴维•利丁顿率领的英国两党议员代表团参加会议，22日，英国议员代表团分别受到全国政协主席王沪宁、中国外交部副部长邓励的会见。
2024年3月22日，英国和澳大利亚就中国船只在仁爱礁附近针对菲律宾船只和船员的行为、香港新安全法侵蚀香港自治权利、呼唤停止帮助俄罗斯继续入侵乌克兰的战争发表谴责声明。英国外交大臣戴维·卡梅伦、英国国防部长格蘭·夏普斯以及澳大利亚外交部长黄英贤和澳大利亚国防部长理查德·马尔斯在一份联合声明中称，中国船只在仁爱礁附近针对菲律宾船只和船员的行为「危险且破坏稳定」。 此外，部长们对新的香港安全法表示担忧，声明表示「对香港自治、自由和权利受到系统性侵蚀以及最近通过的《国家安全保护法》将对其产生的影响深表关切，并认识到这项立法对香港以外人士的潜在影响」。两国代表还尖锐批评俄罗斯入侵乌克兰，并表示中国应为结束战争发挥作用，并呼吁所有与俄罗斯关系密切的国家，特别是中国，不要以任何方式帮助俄罗斯继续战争，并说服俄罗斯停止其非法战争。
2024年3月25日，英国指控中国对其民选代表和选举委员会进行恶意网络攻击，以及散布有关威尔士王妃的虚假信息，宣布制裁与中国官方有关的两名个人及一个实体，并召见中国驻英大使。
2024年4月23日，英国首相將中国列为威权主义国家。
2024年5月，中英兩國因香港駐倫敦經貿辦間諜案互相召見外交官及指責對方，對中英關係造成負面影響。

## 经贸关系

### 贸易
中华人民共和国是英国在亚洲最大的贸易伙伴。英国同时也是中华人民共和国在欧洲第三大贸易伙伴、第二大投资目的地和第二大外资来源地以及中华人民共和国机电、纺织、化工、金属制品、服装以及初级产品的重要出口市场。2021年，中英双边贸易额达1126亿美元，同比增长22%。其中，中华人民共和国对英国出口870亿美元，英国对华出口256亿美元。2021年英国对华投资12亿美元，同比增长22%。中华人民共和国对英投资26.3亿美元，同比增长246%。

### 投资
截至2022年英国有超过500家的中资企业。英国是中国企业海外投资的重要目的地，截至2022年有10余家中资企业在伦敦交易所挂牌上市。2012年，中投公司收购英泰晤士水务公司8.68%股权和伦敦希斯罗机场集团10%股份，中国华为公司同年也宣布对英增加投资13亿英镑，上海光明食品集团收购英国食品企业维他麦60%股份。2013年，总部基地（中国）控股集团宣布投资10亿英镑在伦敦建总部基地，北京建工、中信集团等企业在英开展基础设施项目合作。2015年，中国广核集团与法国电力集团签署《英国核电项目投资协议》，中英法就合作建设欣克利角核电站达成一致。同年，中英铁路联合工作组成立，至2022年已举行3次会议。2016年9月，中国广核集团、法国电力集团同英政府在伦敦举行欣克利角核电项目协议签署仪式，并同步签署塞斯维尔、布拉德韦尔核电项目及“华龙一号”技术通用设计审查相关一揽子协议。2017年3月，欣克利角项目主体工程正式开工建设。2020年3月，河北敬业集团收购英国钢铁公司。

### 金融
2012年4月，汇丰银行在伦敦证券交易所首发三年期人民币债券。
2013年6月，中国人民银行与英格兰银行签署规模为2000亿元人民币/200亿英镑的中英双边本币互换协议。10月，中方同意给予英方800亿人民币合格境外投资者（RQFII）初始额度，并向汇丰银行发放黄金进口许可。
2014年3月，中国人民银行与英格兰银行签署在伦敦建立人民币清算安排的合作备忘录。6月，双方宣布英镑和人民币直接挂牌交易，中方指定中国建设银行为伦敦的人民币清算银行。9月，中国工商银行在伦敦设立分行。英国发行30亿元人民币主权债券，并将人民币纳入外汇储备。
2015年1月，中国建设银行获批在伦敦设立分行。3月，英国申请加入亚洲基础设施投资银行，并成为亚投行创始成员国，英国财政部前高官亚历山大出任亚投行副行长兼秘书长。10月，中国人民银行与英格兰银行决定将双边本币互换规模扩大至3500亿元人民币/350亿英镑。中方在伦敦发行中华人民共和国之外首支人民币主权债券，并发行50亿元人民币央行票据。国家开发银行在伦敦成立代表处并发行10亿美元、5亿欧元债券。
2016年5月，中方在伦敦发行30亿元人民币主权债券。
2017年12月，英国正式签署向亚投行“项目准备特别基金”注资5000万美元的协议。

## 文化关系

### 人文
至中英建交以来两国文化交流活跃，2012年4月16日, 中华人民共和国国务院副总理刘延东与英国文化大臣杰里米·亨特在英国伦敦签署《关于建立中英高级别人文交流机制的谅解备忘录》《中英高级别人文交流机制第一次会议联合声明》，确定教育、科技、文化、媒体、体育和青年等6个合作领域。中英高级别人文交流机制正式建立。
2012年4月，中国首次作为主宾国出席伦敦书展。2013年12月，中英两国续签《中英2013至2018年文化交流计划》。2016年，中英双方举办纪念汤显祖、莎士比亚逝世400周年系列纪念活动。2018年2月，“秦始皇和兵马俑”展在英国利物浦国家博物馆举行。2019年，中国国家京剧院等在英国举办中华人民共和国成立70周年主题演出。。

### 教育
英国接收中国大陆留学生最多的欧洲国家之一。2020年，英国成为中国大陆留学生最大海外去向国。至2022年中国大陆在英各类留学人员约20万人，英国在中国大陆留学生约1万人。英国现有30所孔子学院和164间孔子课堂，数量在欧洲国家中居首位。

## 科技合作
1978年，中英两国签订政府间科技合作协议和议定书。1998年，首次中英科技合作联委会会议举行。2007年11月，中英创新计划(ICUK)启动，ICUK是首个中英两国共同执行的大型科技合作计划。2008年4月，中英科学桥计划启动；2009年3月，两国启动中国明天计划，意在促进中英两国研究机构和企业的相互了解，共同开展技术创新方面的合作；2009年9月，中英两国签署干细胞领域研究框架合作协议，并计划在中国筹建一个干细胞研究基地；2010年5月，中国复旦大学与英国东英吉利大学签署合作协议，在上海建立“复旦—丁铎尔全球环境变化研究中心”。2013年12月，中英双方签署《中英研究创新合作谅解备忘录》，决定设立总额2亿英镑的联合科学创新基金。2015年10月，中英建立创新合作伙伴关系。2017年12月，两国科技部在中英高级别人文交流机制第五次会议期间签署《科技创新合作谅解备忘录》。2021年5月12日，第10次中英科技创新合作联委会会议举行。

## 註解
1. ↑  條約簽訂時英文版本採用「in perpetuity」（中文可譯為「永久、永遠」），而中文版本採用「常遠」。

## 外部連結
| - 中國駐英國大使館官方網站（简体中文）（英文） - 中國駐英國大使館經濟商務處官方網站（简体中文） - 中國駐愛丁堡總領事館官方網站（简体中文）（英文） - 中國駐曼徹斯特總領事館官方網站（简体中文）（英文） - 中國駐貝爾法斯特總領事館官方網站（简体中文）（英文） - 黄宇和：英国对华“炮舰政策”剖析。 | - 英國駐華大使館官方網站（简体中文）（英文） - 英國駐上海總領事館官方網站（简体中文）（英文） - 英國駐廣州總領事館官方網站（简体中文）（英文） - 英國駐重慶總領事館官方網站（简体中文）（英文） - 英國駐武汉總領事館官方網站（简体中文）（英文） - 英國駐香港總領事館官方網站（英文） |